# Volleybalvereniging Voltena 2023-2024
Questa voce raccoglie le informazioni riguardanti il Volleybalvereniging Voltena nelle competizioni ufficiali della stagione 2023-2024.

## Stagione
Il Volleybalvereniging Voltena partecipa alla stagione 2023-24 senza alcuna denominazione sponsorizzata.
Partecipa alla Eredivisie, classificandosi al decimo posto in regular season; dopo essersi qualificato alla Poule B, ottiene un quinto posto. In Coppa dei Paesi Bassi, invece, non va oltre gli ottavi di finale, sconfitto dallo Sliedrecht 2.

## Organigramma societario
Area direttiva
- Presidente: Gertjan Nederveen

Area tecnica
- Allenatore: Roy Kroon
- Secondo allenatore: Ronald Lacroes
- Scoutman: Toine van Kastel
- Preparatore atletico: Arno Tavenier

Area sanitaria
- Fisioterapista: Wendy Tavenier

## Rosa
| N° | Nome                  | Ruolo | Data di nascita   | Nazionalità sportiva |
| -- | --------------------- | ----- | ----------------- | -------------------- |
| 1  | Senna van den Berg    | S     | 1º dicembre 2001  | Paesi Bassi          |
| 2  | Raïsa Schoon          | P     | 3 ottobre 2001    | Paesi Bassi          |
| 3  | Jenthe van Kastel     | C     | 19 marzo 2005     | Paesi Bassi          |
| 4  | Annerieke Nederveen   | P     | 4 ottobre 2005    | Paesi Bassi          |
| 5  | Hannah van Esch       | S     | 12 agosto 2000    | Paesi Bassi          |
| 6  | Anique Tavenier       | S     | 11 gennaio 2001   | Paesi Bassi          |
| 7  | Jill de Groot         | P     | 10 settembre 2007 | Paesi Bassi          |
| 8  | Christa de Haan       | S     | 27 marzo 2006     | Paesi Bassi          |
| 9  | Bo Bakker             | O     | 28 dicembre 2003  | Paesi Bassi          |
| 10 | Julia Kee             | S     | 12 novembre 1999  | Paesi Bassi          |
| 11 | Sarah van Esch        | O     | 2 agosto 1996     | Paesi Bassi          |
| 12 | Silke van der Giessen | C     | 15 febbraio 1997  | Paesi Bassi          |
| 13 | Fleur Zonder          | C     | -                 | Paesi Bassi          |
| 14 | Jill Weeda            | L     | 29 ottobre 2002   | Paesi Bassi          |
| 15 | Angelique Verheul     | L     | 30 agosto 1996    | Paesi Bassi          |
| -  | Esther Nederveen      | S     | 19 settembre 2007 | Paesi Bassi          |
| -  | Romy Teuling          | P     | 22 dicembre 2001  | Paesi Bassi          |

## Risultati

### Coppa dei Paesi Bassi
| Ottavi di finale - 23 dicembre 2023 Sporthal De Basis, Sliedrecht | Sliedrecht 2 | 3 - 1 | Voltena | 25-20, 24-26, 25-12, 25-18 |

## Statistiche

### Statistiche di squadra
| Competizione          | Punti | In casa | In casa | In casa | In trasferta | In trasferta | In trasferta | Totale | Totale | Totale |
| Competizione          | Punti | G       | V       | P       | G            | V            | P            | G      | V      | P      |
| --------------------- | ----- | ------- | ------- | ------- | ------------ | ------------ | ------------ | ------ | ------ | ------ |
| Eredivisie            | 4/1   | 14      | 2       | 12      | 14           | 1            | 13           | 28     | 3      | 25     |
| Coppa dei Paesi Bassi | -     | 0       | 0       | 0       | 1            | 0            | 1            | 1      | 0      | 1      |
| Totale                | -     | 14      | 2       | 12      | 15           | 1            | 14           | 29     | 3      | 26     |

### Statistiche dei giocatori
| Giocatrice         | Eredivisie | Eredivisie | Eredivisie | Eredivisie | Eredivisie |
| Giocatrice         | P          | PT         | AV         | MV         | BV         |
| ------------------ | ---------- | ---------- | ---------- | ---------- | ---------- |
| B. Bakker          | ?          | 25         | 20         | 4          | 1          |
| J. de Groot        | ?          | 63         | 29         | 5          | 29         |
| C. de Haan         | ?          | 88         | 72         | 8          | 8          |
| J. Kee             | ?          | 46         | 38         | 4          | 4          |
| A. Nederveen       | ?          | 5          | 1          | 2          | 2          |
| E. Nederveen       | ?          | 31         | 24         | 4          | 3          |
| R. Schoon          | ?          | 72         | 55         | 12         | 5          |
| A. Tavenier        | ?          | 243        | 190        | 21         | 32         |
| R. Teuling         | ?          | 69         | 47         | 16         | 6          |
| S. van den Berg    | ?          | 210        | 159        | 15         | 36         |
| S. van der Giessen | ?          | 102        | 88         | 6          | 8          |
| H. van Esch        | ?          | 68         | 41         | 6          | 21         |
| S. van Esch        | ?          | 175        | 140        | 9          | 26         |
| J. van Kastel      | ?          | 2          | 2          | 0          | 0          |
| A. Verheul         | ?          | 0          | 0          | 0          | 0          |
| J. Weeda           | ?          | 1          | 1          | 0          | 0          |
| F. Zonder          | ?          | 76         | 65         | 7          | 4          |

P = presenze; PT = punti totali; AV = attacchi vincenti; MV = muri vincenti; BV = battute vincenti

NB: Non sono disponibili i dati relativi alla Coppa dei Paesi Bassi e, di conseguenza, quelli totali